# 浙江汽车职业技术学院
浙江汽车职业技术学院是一所位于中国浙江省临海市以培养工科类高等技术应用性人才为主的全日制高等职业院校。

## 院系
- 汽车工程系
- 机械工程系
- 电子工程系
- 经济贸易系

## 学校荣誉
- 2017年12月获“2017年度民办职业院校人才培养创新奖